# Gummas
Gummas är ett naturreservat i Älvdalens kommun i Dalarnas län.
Området är naturskyddat sedan 1996 och är 22 hektar stort. Reservatet ligger nedanför Havstjärnheden och består främst sv storvuxen gran.